# Sigmund Matuszewski
Sigmund Matuszewski (* 1888; † 27. September 1954 in Freiburg im Breisgau) war ein deutscher Theaterschauspieler, Opernsänger (Tenor) und Theaterintendant.

## Leben
Matuszewski war in jungen Jahren zunächst als Schauspieler auf Bühnen in Elbing, Altenburg (Thüringen), Riga und Pforzheim zu sehen. 1912 wechselte er das Fach und nahm ein Gesangsstudium auf. Engagements als lyrischer Tenor erhielt er am Stadttheater Bielefeld, später an den Theatern in Danzig und Halle (Saale). 1923 kam er an das Stadttheater Freiburg, das bis zu seinem Tod Wirkungsstätte blieb.
Eine enge Verbindung bestand zu dem aus Freiburg stammenden Komponisten Julius Weismann, an dessen künstlerischem Aufstieg Matuszewski maßgeblichen Anteil hatte. Am 21. Juni 1925 sang er unter der Leitung von Ewald Lindemann in der Uraufführung von Weismanns Oper Leonce und Lena. 1932 war er in der Uraufführung der Oper Caponsacchi des niederländischen Komponisten Richard Hagemann zu sehen.
Von 1945 bis 1947 stand er als Intendant dem Stadttheater Freiburg vor und leitete dessen Wiederaufbau nach Kriegszerstörung ein.

## Ehrungen
- 1952: Verdienstkreuz am Bande der Bundesrepublik Deutschland